# Уго Фантоци (фиктивни лик)
Уго Фантоци је италијански књижевни и филмски лик, кога је створио и интерпретирао Паоло Вилађо, чије се приче приповедају у серији приповедака и филмова које је он сам написао и и интерпретирао.
Његова прва књига као протагонисте (1971) је продана у више од милион копија, док је прво филмско остварење овог низа (1975) уврштено у списак 100 италијанских филмова за сачувати, а поновни успех имало је наредно остварење следеће године (1976). Током четрдесет година од дебитовања овог лика у биоскопима, 2015. прва два филма су доживела обнову и поново су представљена публици у салама. Лик, који представља отелотворење несигурног и несрећног човека који је жртва ароганције, ушао је у колективни имагинаријум због свог гротескног става према психолошком потчињавању моћи и као пример просечног човека кога друштво малтретира и у константној потрази за искупљењем.

## Карактеристике лика
Лик Фантоција је хипербола живог бића, претеривање, у којeм је људскост лика преплављена огромним недаћама којима је обузет и на које ни најмање не реагује. Осредњост којом је описан лик, који временом постаје амблем преплављеног човека, неминовно доводи до представе његове вулгарности, схваћене као животињска суштина: подригивање, псовка, негативни ставови (као што је сервилност), који чине комично је и трагично у исто време.
Друга карактеристика је да мора да се покори свима и да се све време извињава. Заједнички именитељ свих догађаја које доживљава лик је потпуна инерција пред судбином, немогућност да се оспори неповољна судбина. Његову породицу, једино уточиште од угњетавања друштва које га не признаје као делотворног члана осим да га експлоатише, чини безначајна и ружна жена која га не воли, али га у најбољем случају поштује и сажаљева и има осећања. довољно за њега., и ускогруду, ужасавајућу ћерку мајмунског изгледа.
Вредни радник Фантоци, упркос малтретирању, за једине познанике има колеге из ''Мегафирме'', које посећује и ван радног времена: иде са њима на зимовање (средином маја), са њима дочекује Нову годину, учествује у забави која је постављена у бедном подруму у којој варалица диригент оркестра навија сатове унапред и убрзава прославу да би могао да оде и да свира на другој свечаности, иде са њима на путовања у импровизованим камперима, на невероватне бициклистичке трке , на фудбалске утакмице на блатњавим теренима у предграђу или у патетичним тениским мечевима, попут оног у шест ујутру недељом са ликом кога представља  рачуновођа  Филини, који му је у ствари најбољи пријатељ и са којим је такође имао авантуру као неспретни кампери на језеру. Међу осталим колегама из „Мефирме”, свакако је вредан помена геометар Калбони, каријериста и улизица надређенима, као и непокајани женскар групе. Калбонију дугујемо надимак ''смрдљивко" који се односи на јадног рачуновођу Фантоција.